# Zofia Saretok

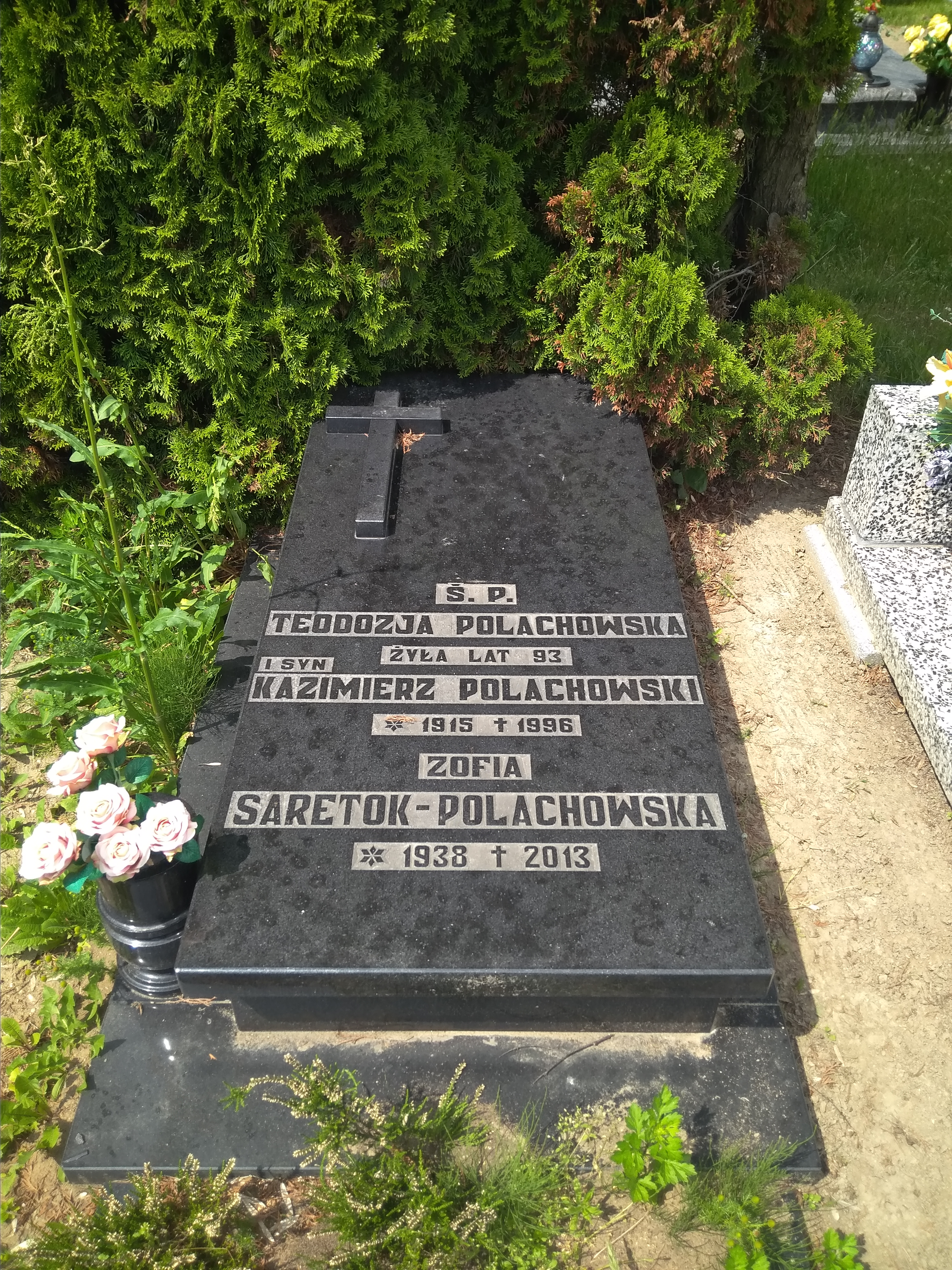
Grób Zofii Saretok na cmentarzu parafialnym w Brusach

Zofia Saretok-Polachowska, właśc. Zofia Taubwurcel (ur. 28 marca 1938 w Łodzi, zm. 10 marca 2013 w Warszawie) – polska aktorka teatralna i filmowa.

## Życiorys
W roku 1961 ukończyła studia na Wydziale Aktorskim Państwowej Wyższej Szkoły Teatralnej w Warszawie oraz rozpoczęła współpracę z Teatrem Współczesnym.
Pochowana w Brusach koło Chojnic.

## Filmografia
- 1958 Żołnierz królowej Madagaskaru – jako kwiaciarka w „Arkadii”
- 1963 Godzina pąsowej róży – jako Sewerynka, panna na pensji
- 1975 Kazimierz Wielki – jako Cudka, kochanka Kazimierza Wielkiego
- 1975 Trzecia granica (serial) – jako Bożka Bardejova
- 1978 Bilet powrotny – jako Zośka, siostra Antoniny
- 1980 Królowa Bona – jako Diana di Cordona (odc. 5 i 6)
- 1989 Modrzejewska – jako Maria Kalergis
- 1997–1998 13 posterunek – jako Merlin (odc. 3 i 23)
- 1998–2003 Miodowe lata – jako Zofia Krawczyk z d. Jankowska, matka Karola Krawczyka
- 2004 Pensjonat pod Różą – jako Halina (gościnnie, odc. 4)
- 2009 Dom nad rozlewiskiem – jako Anna
- 2009 Siostry – jako Paulina Buźka (odc. 7)